# 복스 (웹사이트)
복스(영어: Vox)는 미국의 뉴스 웹사이트로, 복스 미디어에서 소유하고 있다. 에즈라 클라인, 맷 이글레시아스, 멜리사 벨이 2014년 4월에 설립했으며, 설명 저널리즘(explanatory journalism)이란 개념으로 잘 알려져 있다. 복스는 웹사이트 이외에도 유튜브 채널, 팟캐스트, 넷플릭스의 프로그램 등을 통해 콘텐츠를 제공하고 있다. 복스는 좌파적 성향과 진보적인 성향을 보이고 있다고 평가받고 있다.

## 같이 보기
- 복스 미디어